# Bárbara Seixas
Bárbara Seixas de Freitas, född 8 mars 1987 i Rio de Janeiro, är en brasiliansk beachvolleybollspelare.
Seixas tog – tillsammans med lagkamraten Liliane Maestrini – brons vid beachvolleyboll-VM 2013. Med lagkamraten Ágatha Bednarczuk tog hon guld vid beachvolleyboll-VM 2015 och silver vid olympiska sommarspelen 2016.